# Cetinski Varoš
Cetinski Varoš – wieś w Chorwacji, w żupanii karlowackiej, w gminie Cetingrad. W 2011 roku liczyła 29 mieszkańców.